# Alfredo Pitto
Alfredo Pitto (16. květen 1906, Livorno, Italské království – 16. říjen 1976, Milán, Itálie) byl italský fotbalista. Hrával na pozici záložníka.
Fotbalově vyrostl ve městě Livorno. Zezačátku hrál za Pro Livorno, poté odešel do lepšího klubu AS Livorno. Po pěti letech přestoupil do Boloňe. Tady získal jediný svůj vyhraný titul v sezoně 1929/30. Byl zde velmi oblíbený a vynikal svou rychlostí na hřišti a díky své všestrannosti se dostal do reprezentace. Za Rossoblu odehrál čtyři sezony. Také v novém působišti ve Fiorentině se stal stálým hráčem. S Uruguayským spoluhráčem Petronem vytvořil skvělou souhru. Po dvou letech jej koupil klub Inter. Zde už hrál na pozici obránce spolu Facciem a Castellazzim. I tak se mu nepodařilo získat titul a musel bít spokojen vždy 2. místem. V roce 1936 se vrátil do
Livorna, kde pomohl klubu k vítězství ve druhé lize. Následující sezónu ukončil kariéru v Seregnu.
S italskou reprezentací debutoval v 1. ledna roce 1928 proti Švýcarsku (3:2). Je bronzovým medailistou na OH 1928 a vítěz dvou turnajů MP 1927-1931 a MP 1933-1935, odehrál celkem 29 utkání.

## Hráčská statistika
| Sezóna  | Klub             | Liga      | Liga   | Liga | Ligové poháry | Ligové poháry | Ligové poháry | Kontinentální poháry | Kontinentální poháry | Kontinentální poháry | Celkem | Celkem |
| Sezóna  | Klub             | Soutěž    | Zápasy | Góly | Soutěž        | Zápasy        | Góly          | Soutěž               | Zápasy               | Góly                 | Zápasy | Góly   |
| ------- | ---------------- | --------- | ------ | ---- | ------------- | ------------- | ------------- | -------------------- | -------------------- | -------------------- | ------ | ------ |
| 1922/23 | Livorno          | 1. divize | 6      | 1    | -             | 0             | 0             | -                    | 0                    | 0                    | 6      | 1      |
| 1923/24 | Livorno          | 1. divize | 20     | 4    | -             | 0             | 0             | -                    | 0                    | 0                    | 20     | 4      |
| 1924/25 | Livorno          | 1. divize | 19     | 3    | -             | 0             | 0             | -                    | 0                    | 0                    | 19     | 3      |
| 1925/26 | Livorno          | 1. divize | 22     | 5    | -             | 0             | 0             | -                    | 0                    | 0                    | 22     | 5      |
| 1926/27 | Livorno          | 1. divize | 18     | 6    | -             | 0             | 0             | -                    | 0                    | 0                    | 18     | 6      |
| 1927/28 | Bologna          | 1. divize | 23     | 2    | -             | 0             | 0             | -                    | 0                    | 0                    | 23     | 2      |
| 1928/29 | Bologna          | 1. divize | 28     | 3    | -             | 0             | 0             | -                    | 0                    | 0                    | 28     | 3      |
| 1929/30 | Bologna          | Serie A   | 30     | 5    | -             | 0             | 0             | -                    | 0                    | 0                    | 30     | 5      |
| 1930/31 | Bologna          | Serie A   | 24     | 1    | -             | 0             | 0             | -                    | 0                    | 0                    | 24     | 1      |
| 1931/32 | Fiorentina       | Serie A   | 18     | 3    | -             | 0             | 0             | -                    | 0                    | 0                    | 18     | 3      |
| 1932/33 | Fiorentina       | Serie A   | 24     | 2    | -             | 0             | 0             | -                    | 0                    | 0                    | 24     | 2      |
| 1933/34 | Ambrosiana-Inter | Serie A   | 28     | 3    | -             | 0             | 0             | Stř.P                | 6                    | 0                    | 34     | 3      |
| 1934/35 | Ambrosiana-Inter | Serie A   | 23     | 0    | -             | 0             | 0             | Stř.P                | 2                    | 0                    | 25     | 0      |
| 1935/36 | Ambrosiana-Inter | Serie A   | 17     | 0    | IP            | 1             | 0             | Stř.P                | 2                    | 0                    | 20     | 0      |
| 1936/37 | Livorno          | Serie B   | 28     | 2    | IP            | 2             | 2             | -                    | 0                    | 0                    | 30     | 4      |
| Celkem  | Celkem           | Celkem    | 328    | 40   | -             | 3             | 2             | -                    | 10                   | 0                    | 341    | 42     |

## Hráčské úspěchy

### Klubové
- 1x vítěz italské ligy (1928/29)

### Reprezentační
- 3x na MP (1927-1930 - zlato, 1931-1932 - stříbro, 1933-1935 - zlato)
- 1x na OH (1928 - bronz)